# Loesenera walkeri
Loesenera walkeri är en ärtväxtart som först beskrevs av Auguste Jean Baptiste Chevalier, och fick sitt nu gällande namn av J.Leonard. Loesenera walkeri ingår i släktet Loesenera och familjen ärtväxter. Inga underarter finns listade i Catalogue of Life.